# Bellmunt del Priorat
Bellmunt del Priorat är en kommun i Spanien.   Den ligger i provinsen Província de Tarragona och regionen Katalonien, i den östra delen av landet, 400 km öster om huvudstaden Madrid. Antalet invånare är 336. Arean är 8,9 kvadratkilometer. Bellmunt del Priorat gränsar till Gratallops, Falset, El Masroig och El Molar. 
Terrängen i Bellmunt del Priorat är platt åt sydväst, men åt nordost är den kuperad.